# Atracis mira
Atracis mira är en insektsart som först beskrevs av Stsl 1855.  Atracis mira ingår i släktet Atracis och familjen Flatidae. Inga underarter finns listade i Catalogue of Life.